# (24102) Jacquescassini
(24102) Jacquescassini (1999 VD9) – planetoida z pasa głównego asteroid okrążająca Słońce w ciągu 4,03 lat w średniej odległości 2,53 j.a. Odkryta 9 listopada 1999 roku.